# Okrouhlice
Okrouhlice – miejscowość i gmina (obec) w Czechach, w kraju Wysoczyna, w powiecie Havlíčkův Brod. W 2022 roku liczyła 1372 mieszkańców.
W miejscowości jest stacja kolejowa Okrouhlice.